# 잃어버린 세계 (1925년 영화)
《잃어버린 세계》(The Lost World)는 미국에서 제작된 해리 O. 호이트 감독의 모험, 판타지, SF 영화이다. 베시 러브 등이 주연으로 출연하였고 얼 허드슨 등이 제작에 참여하였다.
1998년, 잃어버린 세계는 미국 의회도서관에 의해 문화적으로, 역사적으로, 미적으로 중요하다고 간주되었으며 미국 국립영화등기부에 보존되었다. 이 영화는 퍼블릭 도메인에 속하기 때문에 합법적으로 온라인에서 다운로드할 수 있다.

## 출연

### 주연
- 베시 러브
- 루이스 스톤

### 조연
- 월레스 비어리
- 로이드 휴즈
- 엘머 베넷
- 아서 호이트
- 마가렛 맥웨이드
- 불 몬타나
- 프랭크 핀치 스마일즈
- 줄스 코리스
- 조지 버니
- 찰스 웰슬리
- 조코
- 아서 코난 도일

## 기타
- 원작자: 아서 코난 도일

## 같이 보기
- 킹콩 (1933년 영화)